# Wilson Palacios
Wilson Roberto Palacios Suazo  est un ancien footballeur international hondurien, né le 29 juillet 1984 à La Ceiba. Il évoluait au poste de milieu de terrain.
Il est le frère de Milton, Jerry, Johnny et Edwin Palacios, tous quatre footballeurs. Le 30 octobre 2007, Edwin, alors âgé de 16 ans, fut enlevé à La Ceiba par un groupe armé, avant d'être retrouvé mort, assassiné, quelques mois plus tard.

## Biographie

### Club
Il mesure 1,78 m pour 71 kg. C'est un des cadres de l'équipe nationale hondurienne. 
Au mercato d'hiver 2009, il est transféré à Tottenham Hotspur en provenance de Wigan Athletic après d'excellentes performances sous le maillot des Latics de Wigan pour pratiquement 20 millions d'euros. 
Depuis il est devenu une pièce essentielle de Tottenham et a fortement contribué à la qualification du club en Ligue des champions à l'issue de la saison 2009-2010 du championnat anglais.
Le 31 août 2011, il signe pour quatre ans à Stoke City.

### Sélection
Il compte 75 sélections pour 5 buts avec le Honduras. 
Lors de la coupe du monde 2010 en Afrique du Sud, la sélection hondurienne appelle Jerry, Johnny, et Wilson dans son équipe, et tient désormais un record. Les trois frères sont le premier et le seul trio de frères à disputer une coupe du monde de football pour une seule nation.

## Carrière
- 2002-2007 :  Club Deportivo Olimpia : ?
- 2007-2008 :  Birmingham City Football Club : 8 matchs / 0 but
- 2008-jan 2009 :  Wigan Athletic Football Club : 41 matchs / 0 but
- jan 2009-2011 :  Tottenham Hotspur Football Club : 86 matchs / 1 but
- Depuis 2011:  Stoke City Football Club : 53 matchs / 0 but[1],[7],[8]

## Palmarès
| - CD Olimpia - Championnat du Honduras - Ouverture (2) : 2002, 2005 - Clôture (3) : 2004, 2005, 2006 |  | - Tottenham Hotspur - Carling Cup - Finaliste : 2009 |